# Itaitubana peruviana
Itaitubana peruviana es una especie de insecto coleóptero de la familia Chrysomelidae.
Fue descrita científicamente en 1923 por Bowditch.